# Ілово-Осада
Ілово-Осада (пол. Iłowo-Osada, нім. Illowo) — село в Польщі, у гміні Ілово-Осада Дзялдовського повіту Вармінсько-Мазурського воєводства.
Населення — 2989 осіб (2011).
У 1975-1998 роках село належало до Цехановського воєводства.

## Демографія
Демографічна структура станом на 31 березня 2011 року:
|          | Загалом | Допрацездатний вік | Працездатний вік | Постпрацездатний вік |
| -------- | ------- | ------------------ | ---------------- | -------------------- |
| Чоловіки | 1418    | 308                | 960              | 150                  |
| Жінки    | 1571    | 328                | 900              | 343                  |
| Разом    | 2989    | 636                | 1860             | 493                  |